# 푸엘리아속
푸엘리아속(Puelia)은 벼과에 속하는 아프리카 식물 속의 하나로 푸엘리아족(이명: Atractocarpeae, 아트락토카르파족)의 유일속이다. 푸엘리아아과로 분류하며, 벼과 식물 중에서 초기에 분기된 분기군이다. 일부는 대나무아과에 포함시키기도 한다.

## 하위 종
- Puelia ciliata Franch. - 카메룬, 콩고 공화국, 가봉, 상투메, 적도 기니의 비오코섬
- Puelia coriacea Clayton - 콩고민주공화국
- Puelia dewevrei De Wild. & T.Durand - 콩고민주공화국, 콩고 공화국, 가봉
- Puelia olyriformis (Franch.) Clayton - 라이베리아, 세네갈, 시에라리온, 콩고 공화국, 가봉, 탄자니아
- Puelia schumanniana Pilg. - 카메룬

이전에 포함된 종
- Puelia guluensis - Guaduella macrostachys